# Ormesby St. Michael
Ormesby St. Michael är en civil parish i Storbritannien.   Den ligger i grevskapet Norfolk och riksdelen England, i den sydöstra delen av landet, 180 km nordost om huvudstaden London. Antalet invånare är 297. Arean är 4,2 kvadratkilometer.
Terrängen i Ormesby St. Michael är mycket platt.